# Lärobok i mineralogi för elementar-läroverk och tekniska skolor
Lärobok i mineralogi för elementar-läroverk och tekniska skolor är en lärobok skriven av Anton Sjögren, bearbetad och utökad av Hjalmar Sjögren, e.o. amanuens vid Lunds universitets mineralsamling. Tredje upplagan gavs ut 1880 på Fr. Skoglunds Förlag. Den består av 218 sidor inklusive index, och innehåller 213 illustrationer.